# Герель Антон Ігнатійович
Антон Ігнатійович Герель (Гірель) (рос. Антон Игнатьевич Герель, 1880 — ?, після 1937) — радянський автопілот, один з піонерів радянського автоспорту, дворазовий абсолютний рекордсмен СРСР зі швидкості на автомобілі.

## Життєпис
Народився 1880 року. З 1914 року працював водієм. У міжвоєнний час — водій Ленінградської ради. Один з найстарших піонерів радянського автоспорту, 56-річний Герель узяв участь у гонці Леніград — Москва — Леніград 1936 року, де завоював перше місце. Постійний учасник гонок-кіломентівок Ленінградського автомотоклубу. Учасник зимової гонки Леніград — Москва — Леніград 1937 року.
Для встановлення всесоюзного рекорду швидкости Герель реконструював серійну машину ГАЗ-А на спортивну-швидкісну: замінив двигун на М-1, видовжив базу з 2630 мм до 3010 мм, видовжив карданний вал на 380 мм, установив 2 карбюратори та 4 вихлопні труби, змінив форму кузова на більш аеродинамічну і т. д.
Двічі встановлював абсолютні рекорди Радянського Союзу зі швидкості на автомобілі:
- 12.06.1937 на авто ГАЗ-А-Спорт — 119,76 км/год, місце встановлення: (Ленінградська область, Київське шосе)
- 26.07.1937 на авто ГАЗ-А-Спорт — 127,60 км/год, місце встановлення: (Москва, Серпуховське шосе)[1]

Працював над створенням спортивного автомобіля на базі стандартного легкового авто ЗІС-101. Брав участь в автоперегонах аж до вибуху німецько-радянської війни (на той час Антону Гірелю виповнився 61 рік).